# David Henen
David Boris Philippe Henen (Libramont-Chevigny, 19 aprile 1996) è un calciatore belga naturalizzato togolese, centrocampista del Tobyl.

## Caratteristiche tecniche
È un esterno sinistro.

## Carriera

### Club
Cresciuto nel settore giovanile di Virton, Standard Liegi e Anderlecht, nel 2013 ha trascorso una stagione in Francia, in prestito al Monaco 2.
Trasferitosi all'Everton nel 2014, ha trascorso una stagione nelle giovanili prima di passare in prestito al Fleetwood Town con cui ha fatto il suo esordio fra i professionisti in occasione dell'incontro di Football League One perso 2-1 contro il Peterborough Utd.
Ritornato al club inglese, ha trascorso altre due stagioni nelle giovanili prima di rimanere svincolato. Il 31 agosto 2018 ha firmato con lo Charleroi.

### Nazionale
Ha giocato nelle nazionali giovanili belghe Under-15, Under-16, Under-17, Under-18 ed Under-19.
Successivamente ha scelto di rappresentare il Togo, con la cui nazionale maggiore ha esordito nel 2019.

## Statistiche

### Cronologia presenze e reti in nazionale
| Cronologia completa delle presenze e delle reti in nazionale ― Togo | Cronologia completa delle presenze e delle reti in nazionale ― Togo | Cronologia completa delle presenze e delle reti in nazionale ― Togo | Cronologia completa delle presenze e delle reti in nazionale ― Togo | Cronologia completa delle presenze e delle reti in nazionale ― Togo | Cronologia completa delle presenze e delle reti in nazionale ― Togo | Cronologia completa delle presenze e delle reti in nazionale ― Togo | Cronologia completa delle presenze e delle reti in nazionale ― Togo |
| Data                                                                | Città                                                               | In casa                                                             | Risultato                                                           | Ospiti                                                              | Competizione                                                        | Reti                                                                | Note                                                                |
| ------------------------------------------------------------------- | ------------------------------------------------------------------- | ------------------------------------------------------------------- | ------------------------------------------------------------------- | ------------------------------------------------------------------- | ------------------------------------------------------------------- | ------------------------------------------------------------------- | ------------------------------------------------------------------- |
| 14-11-2019                                                          | Lomé                                                                | Togo                                                                | 0 – 1                                                               | Comore                                                              | Qual. Coppa d'Africa 2021                                           | -                                                                   | 58’                                                                 |
| 18-11-2019                                                          | Nairobi                                                             | Kenya                                                               | 1 – 1                                                               | Togo                                                                | Qual. Coppa d'Africa 2021                                           | -                                                                   | 60’                                                                 |
| 1-9-2021                                                            | Thiès                                                               | Senegal                                                             | 2 – 0                                                               | Togo                                                                | Qual. Mondiali 2022                                                 | -                                                                   | 80’                                                                 |
| 5-9-2021                                                            | Lomé                                                                | Togo                                                                | 0 – 1                                                               | Namibia                                                             | Qual. Mondiali 2022                                                 | -                                                                   | 79’                                                                 |
| 9-10-2021                                                           | Lomé                                                                | Togo                                                                | 1 – 1                                                               | Rep. del Congo                                                      | Qual. Mondiali 2022                                                 | -                                                                   | 45’                                                                 |
| 11-11-2021                                                          | Lomé                                                                | Togo                                                                | 1 – 1                                                               | Senegal                                                             | Qual. Mondiali 2022                                                 | -                                                                   | 66’                                                                 |
| 15-11-2021                                                          | Soweto                                                              | Namibia                                                             | 0 – 1                                                               | Togo                                                                | Qual. Mondiali 2022                                                 | -                                                                   | 66’                                                                 |
| 24-3-2022                                                           | Antalya                                                             | Togo                                                                | 3 – 0                                                               | Sierra Leone                                                        | Amichevole                                                          | -                                                                   |                                                                     |
| 29-3-2022                                                           | Antalya                                                             | Togo                                                                | 1 – 1                                                               | Benin                                                               | Amichevole                                                          | -                                                                   | 86’                                                                 |
| 3-6-2022                                                            | Lomé                                                                | Togo                                                                | 2 – 2                                                               | eSwatini                                                            | Qual. Coppa d'Africa 2023                                           | -                                                                   | 66’                                                                 |
| 7-6-2022                                                            | Marrakech                                                           | Capo Verde                                                          | 2 – 0                                                               | Togo                                                                | Qual. Coppa d'Africa 2023                                           | -                                                                   | 45’                                                                 |
| 24-9-2022                                                           | Le Petit-Quevilly                                                   | Costa d'Avorio                                                      | 2 – 1                                                               | Togo                                                                | Amichevole                                                          | -                                                                   | 72’                                                                 |
| 27-9-2022                                                           | Casablanca                                                          | Guinea Equatoriale                                                  | 2 – 2                                                               | Togo                                                                | Amichevole                                                          | 1                                                                   |                                                                     |
| 24-3-2023                                                           | Marrakech                                                           | Burkina Faso                                                        | 1 – 0                                                               | Togo                                                                | Qual. Coppa d'Africa 2023                                           | -                                                                   | 61’                                                                 |
| 28-3-2023                                                           | Lomé                                                                | Togo                                                                | 1 – 1                                                               | Burkina Faso                                                        | Qual. Coppa d'Africa 2023                                           | -                                                                   | 62’                                                                 |
| 14-6-2023                                                           | Johannesburg                                                        | Togo                                                                | 2 – 0                                                               | Lesotho                                                             | Amichevole                                                          | -                                                                   | 63’                                                                 |
| 18-6-2023                                                           | Nelspruit                                                           | eSwatini                                                            | 0 – 2                                                               | Togo                                                                | Qual. Coppa d'Africa 2023                                           | -                                                                   | 70’                                                                 |
| 21-11-2023                                                          | Lomé                                                                | Togo                                                                | 0 – 0                                                               | Senegal                                                             | Qual. Mondiali 2026                                                 | -                                                                   | 63’                                                                 |
| Totale                                                              |                                                                     | Presenze                                                            | 18                                                                  |                                                                     | Reti                                                                | 1                                                                   |                                                                     |